# Église des Jésuites de Bruxelles
L’ancienne église des Jésuites (en néerlandais : Jezuïetenkerk) était un édifice religieux catholique jésuite de style baroque sis à la rue de Ruysbroek, au centre de Bruxelles. Construite au début du XVIIe siècle par l’architecte Jacques Francart II, l’église faisait partie du complexe scolaire du premier collège des Jésuites dans la ville. L’édifice fut démoli en 1812, pour faire place au premier palais de justice.

## Histoire
Présents à Bruxelles depuis 1586, les Jésuites y ouvrent un collège en 1604, à la demande des archiducs Albert et Isabelle. Une église est bientôt mise en chantier qui servira aux activités spirituelles des étudiants ainsi qu’à l’action pastorale auprès des gens de l’extérieur.
Le frère jésuite Henri Hoeimaker est chargé du projet. Sous sa direction, la construction de l’édifice religieux, une église de style halle traditionnel est commencée en 1606. Presque immédiatement la présence d’eau dans le sous-sol contraint à arrêter les travaux. Lorsque ceux-ci reprennent en décembre 1616, Hoeimaker n’en est plus le maître d’œuvre. Le style adopté par le frère jésuite n’est plus à la mode et ne plaît sans doute pas au recteur du collège qui s’adresse à un autre architecte à peine revenu d’Italie, Jacques Francart, qui construit l’église selon ses propres plans, de style baroque.
Cependant, comme l’architecte doit composer avec des éléments déjà existants (les fondations et certains murs), le résultat final en est un édifice combinant une structure gothique traditionnelle (verticalité, voûte) et des apports baroques (colonnes toscanes, arches rondes, volutes). L’église est inaugurée et ouverte au culte en juin 1621, en présence des archiducs Albert et Isabelle. L’archiduc Albert mourra un mois plus tard, en juillet 1621.

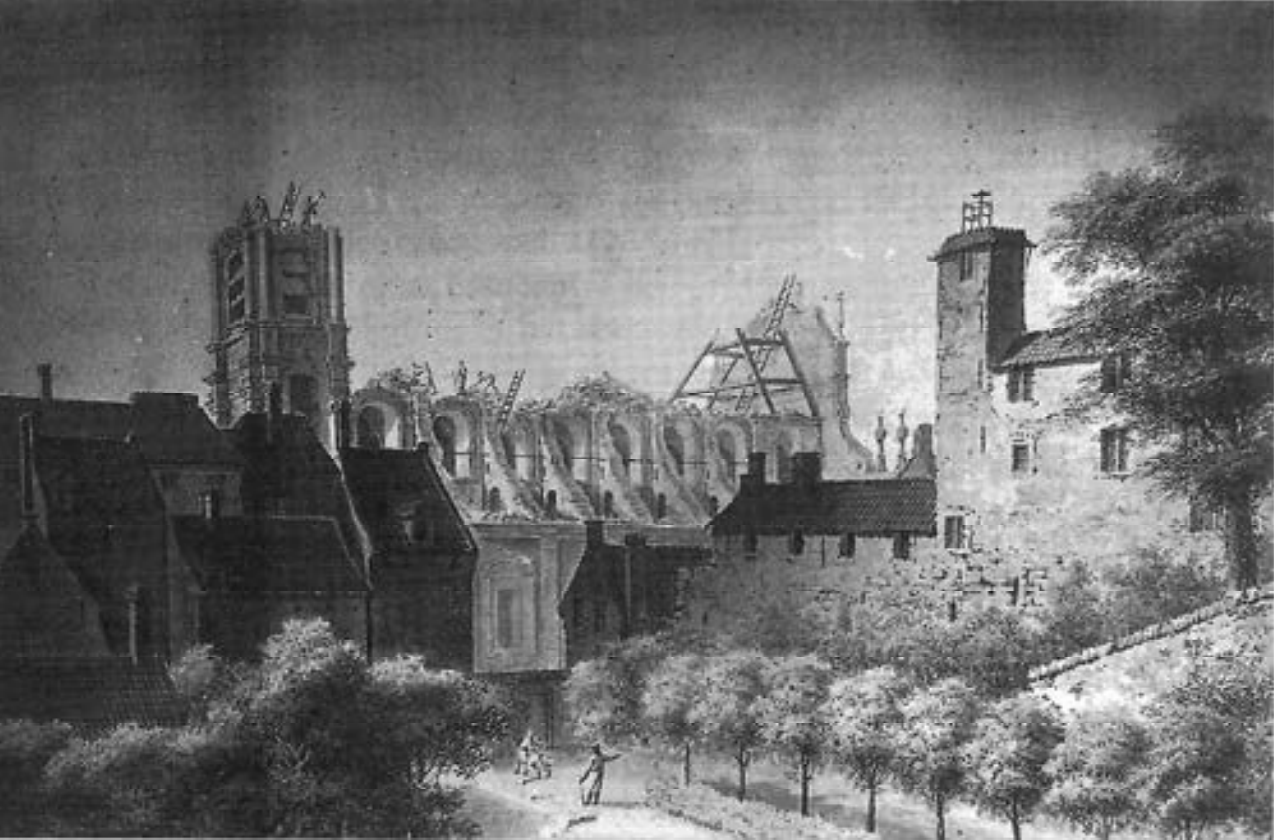
Démolition de l’église en 1811

Lorsque la Compagnie de Jésus est supprimée (1773) et les jésuites expulsés de leur collège de Bruxelles, collège et église sont confisqués et vendus. L’église est démolie en 1812. L’emplacement est utilisé pour construire le (premier) palais de justice de Bruxelles (architecte : François Verly). Les bâtiments du collège y sont adaptés. Ils servent de palais de justice de 1820 à 1892, année qui vit l’ouverture du nouveau palais de justice construit par Joseph Poelaert.
Des vestiges de l’église se trouvent sous l’actuelle place de la Cour (anciennement: place du Palais). La façade de l’église de la Sainte-Trinité (Ixelles) qui est la reconstitution de la façade de l’ancienne église des Augustins, œuvre de Jacques Francart II contemporaine (1620), est sans doute semblable à ce qu’était l’église des Jésuites.